# 거스 존슨 (농구 선수)

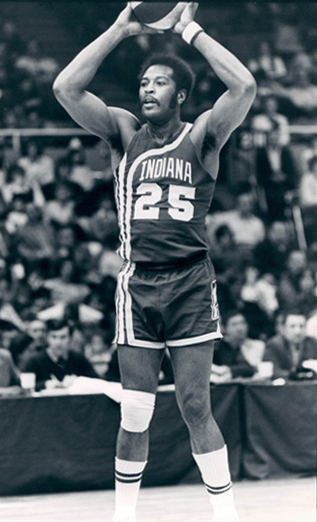

거스 (허니콤) 존슨 주니어(Gus (Honeycomb) Johnson Jr., 1938년 12월 13일 ~ 1987년 4월 29일)는 미국의 대학 및 프로 농구 선수였으며 NBA(전미 농구 협회) 및 NBA(아메리칸 농구 협회)에서 활동했다. 1.98m(6피트 6인치), 107kg(235파운드)의 포워드로 가끔 센터로 활약한 존슨은 피닉스 선즈와 ABA 챔피언 인디애나페이서스 사이에서 마지막 시즌을 보내기 전까지 볼티모어 불릿츠에서 9시즌을 보냈다. 만성적인 무릎 문제와 의심스러운 코트 밖 습관이 그의 경력 후반부에 큰 타격을 주기 전까지 다섯 차례 NBA 올스타에 뽑혔다.
존슨은 현대 NBA 파워 포워드의 원형이었으며, 무자비한 힘, 믿을 수 없을 만큼 빠른 속도, 창의적인 재능, 그리고 코트 양쪽 끝에서 동등한 재능과 맹렬함을 발휘하는 놀라운 도약 능력의 보기 드문 조합이었다. 림 위로 자주 진출하는 것으로 잘 알려졌으며 경기의 위대한 덩크슛 아티스트 중 첫 번째 물결 중 하나였다. 자신의 경력에서 덩크 시도로 세 개의 백보드를 깨뜨렸다.
아이다호 대학교 코치가 그에게 부여한 별명인 "The Honeycomb Kid" 또는 줄여서 "Honeycomb"로 알려진 존슨은 그 시대의 다채로운 인물 중 한 명이었다. 값비싼 신발과 컨티넨탈 양복을 입고 보라색 보네빌 컨버터블을 몰고 시내를 돌아다녔다. 경력 초기에 앞니 중 하나에 금색 별을 박았는데, 이는 그의 친근한 미소에서 쉽게 볼 수 있다. 존슨이 말했듯이, 스타는 스타를 받을 자격이 있기 때문이다.
불릿츠의 멤버로서 존슨은 1963-64년 동안 올루키 팀에 선정되어 경기당 평균 17.3득점과 13.6리바운드를 기록했다. 올NBA 세컨드 팀(All-NBA Second Team)에 4번, 올NBA 디펜스 퍼스트 팀(All-NBA Defense First Team)에 2번 선정되었다. 그의 등번호 25번은 불릿츠 프랜차이즈에 의해 영구결번되었다.
존슨은 2010년 네이스미스 농구 명예의 전당에 입성했다.